# Acanthocereus tetragonus
Acanthocereus tetragonus là một loài thực vật có hoa trong họ Cactaceae. Loài này được (L.) Hummelinck mô tả khoa học đầu tiên năm 1938.

## Hình ảnh

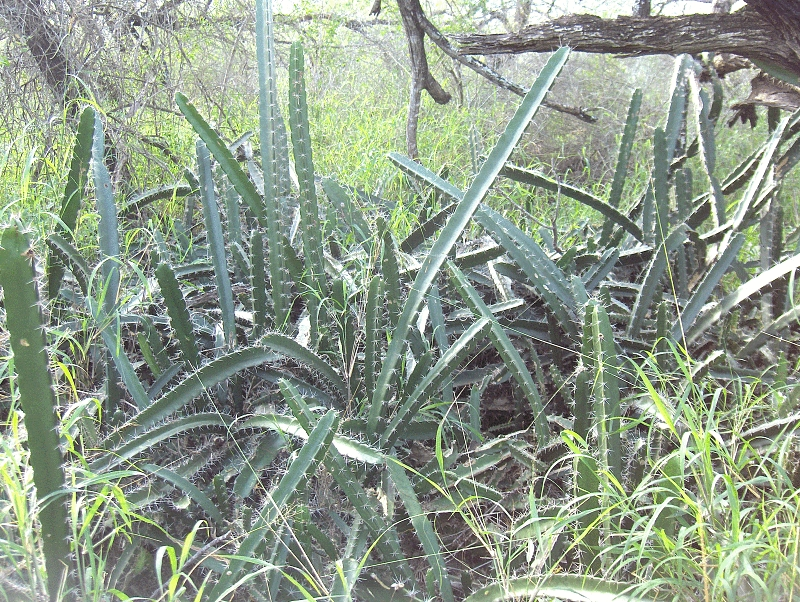
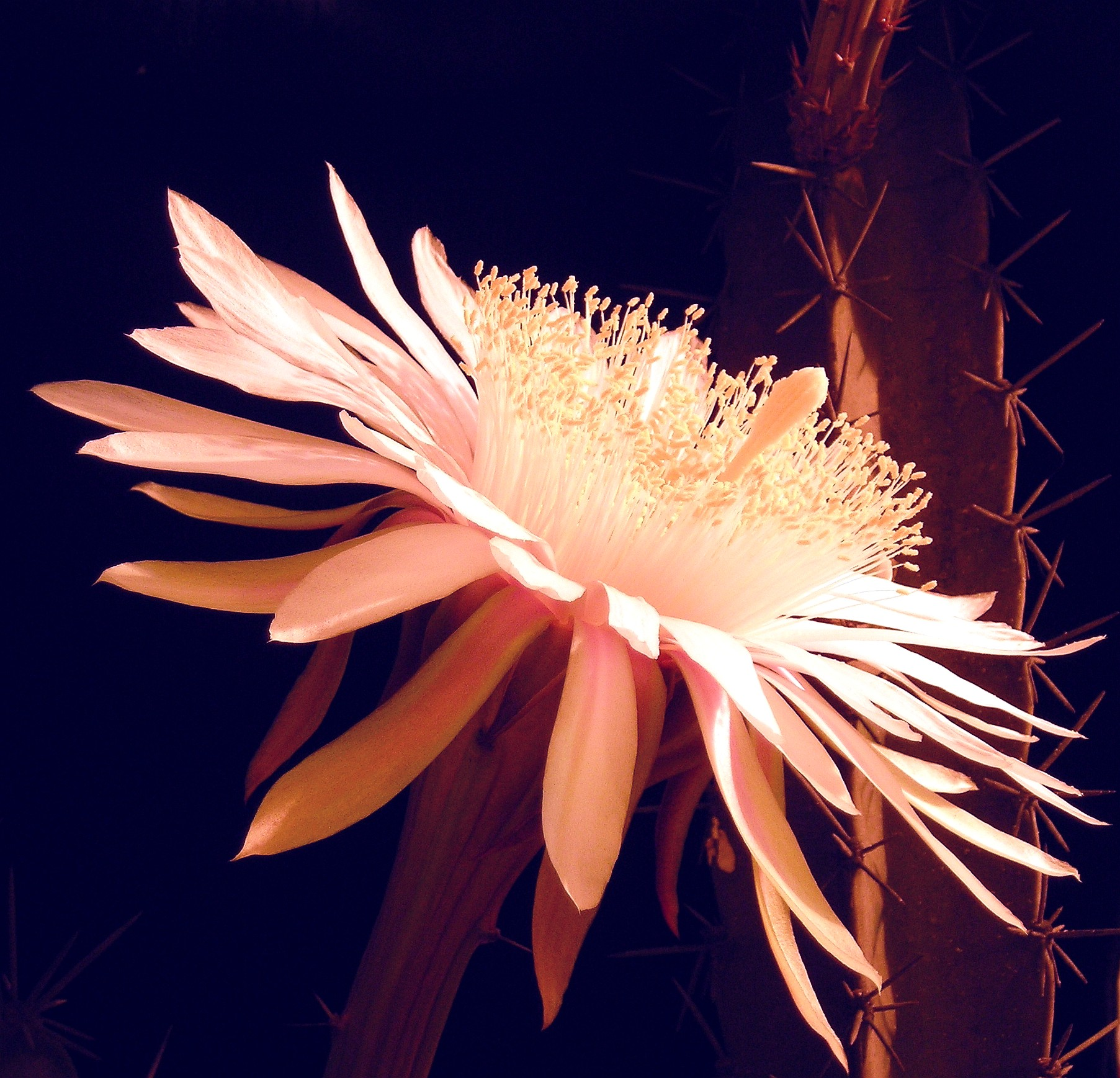
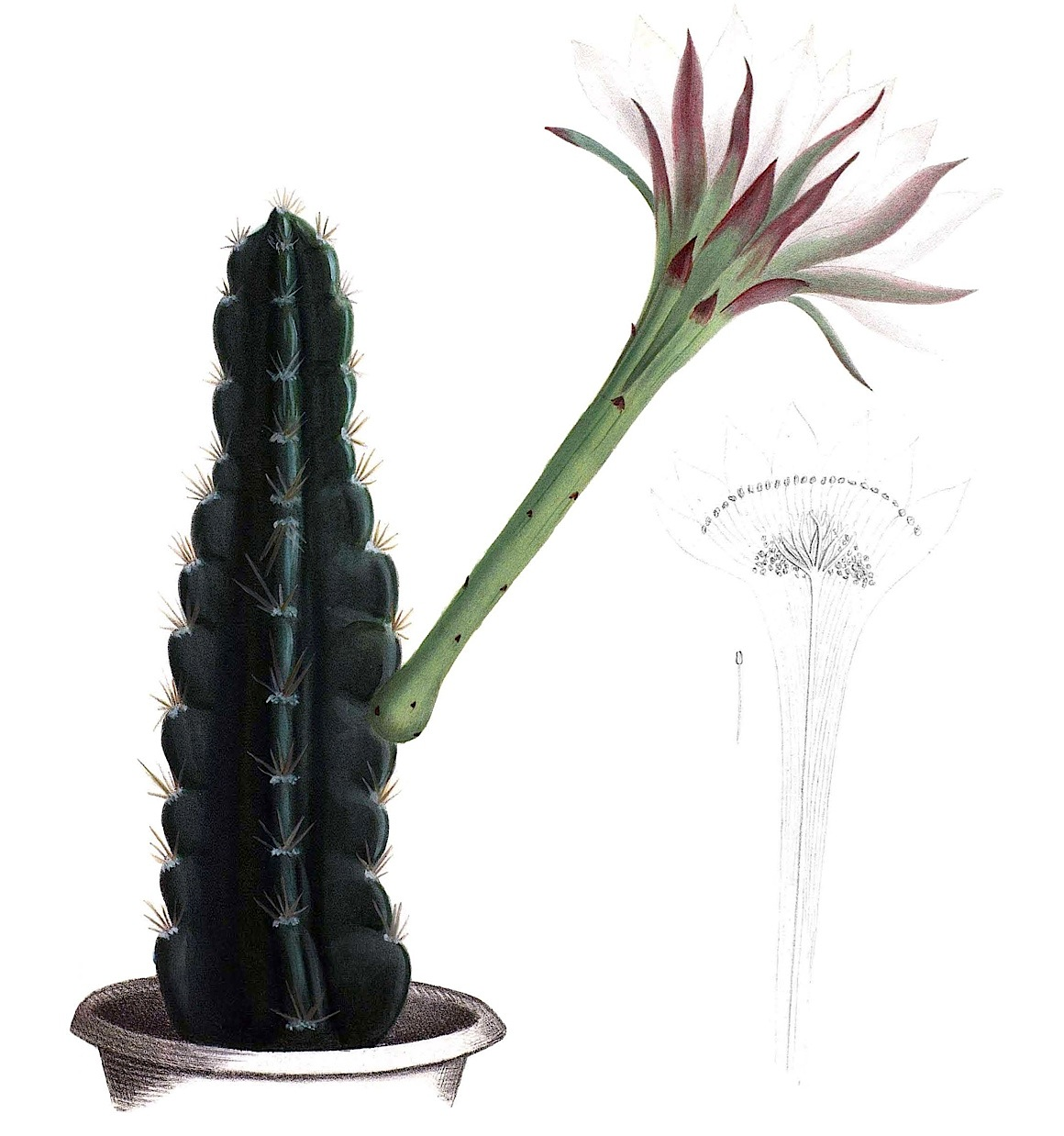
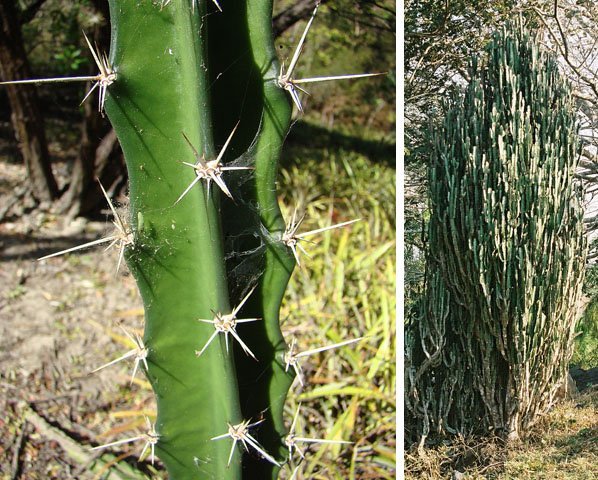